# Chassepot modèle 1866
Pour les articles homonymes, voir Chassepot.
Le fusil Modèle 1866 dit Chassepot du nom de son créateur  Antoine Alphonse Chassepot est un fusil de l'armée française mis en service en 1866.
Son adoption le 30 août 1866 est accélérée par la victoire du Royaume de Prusse sur l'Autriche à Sadowa, obtenue en partie grâce à l'utilisation du moderne fusil Dreyse, puis par l'adoption par le Royaume de Bavière du fusil Werder M 1869 (de).

## Caractéristiques du fusil d'infanterie

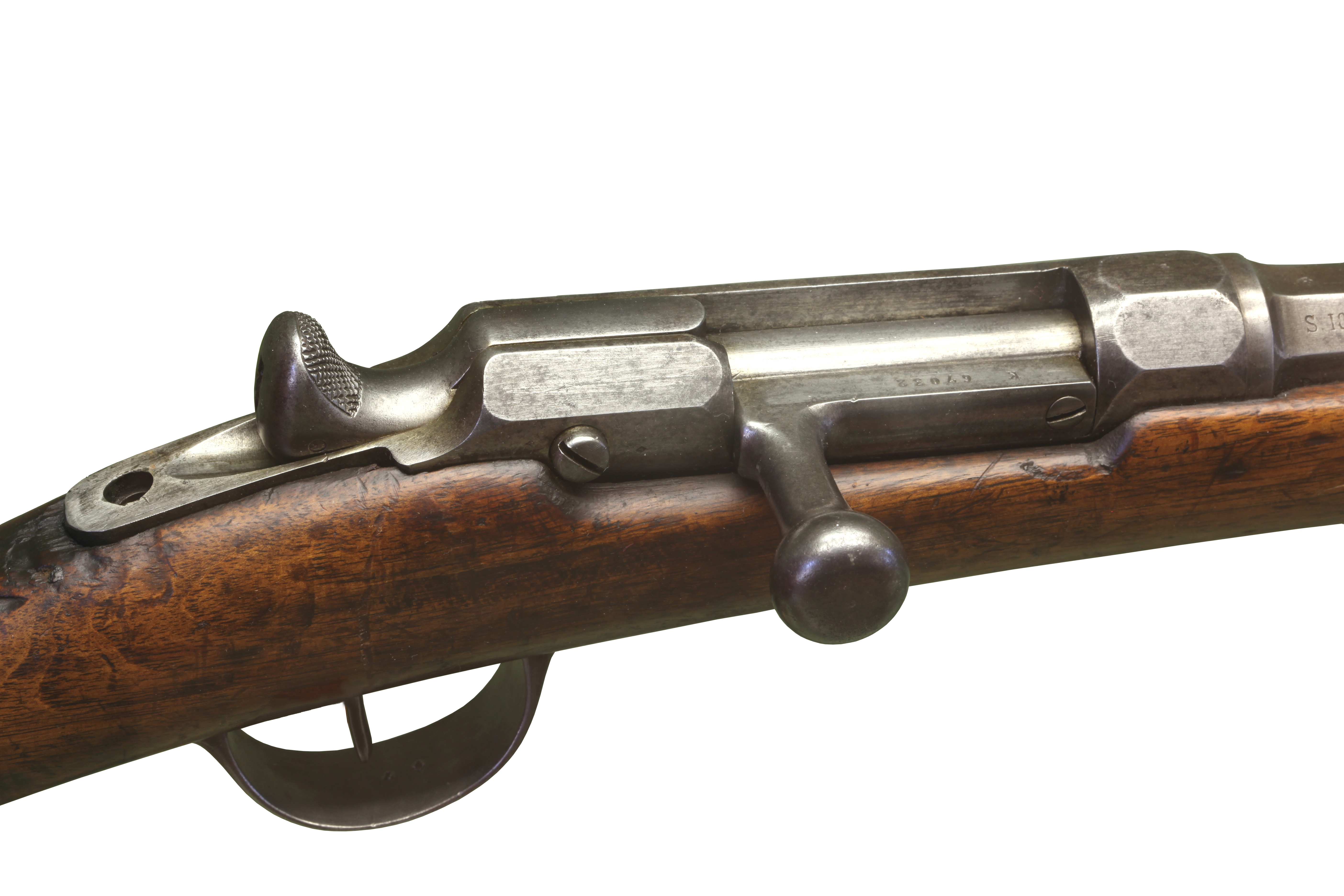
Chassepot, culasse.

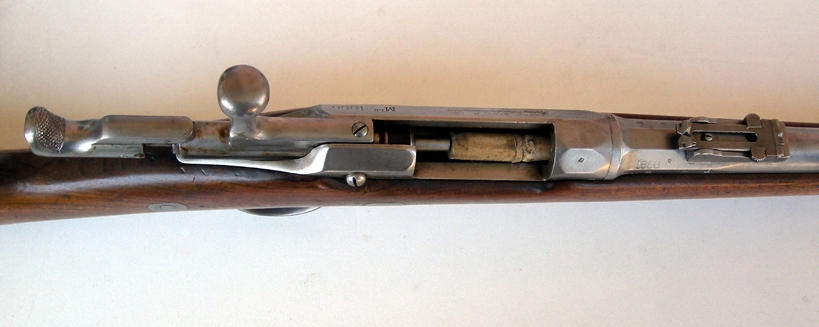
Chassepot, culasse ouverte, cartouche.

Le Chassepot est le premier fusil réglementaire à verrou et à percussion à aiguille de l'armée française à utiliser le chargement par la culasse, et non plus par la bouche. Il permet donc le tir et surtout le rechargement couché, ainsi qu'une cadence de tir accrue.
Innovation importante pour l'époque, l'étanchéité entre culasse mobile et chambre était assurée par une épaisse rondelle de caoutchouc protégée par un masque mobile en acier. La pression des gaz de combustion pendant le tir faisait reculer le masque qui comprimait la rondelle caoutchouc assurant ainsi une étanchéité relative aux gaz de combustion. Ce système était très supérieur à celui, métal sur métal, qui existait sur le fusil Dreyse ce qui devait accroître du simple au double la portée et l'effet vulnérant du fusil Chassepot.

## Munition de11mmChassepot

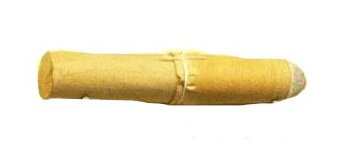
Cartouche de Chassepot (en carton).

Le diamètre de la cartouche est de 13,35 mm pour un poids de 32 grammes. 
Le diamètre de la balle est de 11,8 mm pour un poids de 24,5 grammes.
La cartouche est un assemblage assez complexe d'une dizaine de pièces : outre la balle cylindro-ogivale en plomb, elle comprend un étui en carton mince recouvert de soie contenant la charge de poudre noire. Une rondelle en carton au fond et à l’arrière de cet étui contient une amorce de fusil à piston inversée qui sera ultérieurement percutée par l'aiguille du fusil Chassepot. L'étui et la balle sont reliés ensemble par un calepin qui est maintenu en place par une ligature. La cartouche Chassepot, un ensemble demandant la précision et l'uniformité de confection, était fabriquée en ateliers et n'était pas assemblée par le soldat. 
Cette cartouche est du type combustible : l'enveloppe de carton qui contient la charge de poudre noire brûle au moment du tir. Cela constitue la faiblesse principale de l'arme, le risque d'encrassement, qui peut provoquer l'interruption du tir après une vingtaine de coups tirés. Le fusil Chassepot était néanmoins très supérieur au fusil prussien à aiguille Dreyse en ce qui concerne la portée, la précision et le pouvoir vulnérant. Outre l'encrassement, une autre faiblesse  fut la difficulté de l'approvisionnement en munitions lors de la guerre de 1870. Il y a bien eu plusieurs millions de cartouches fabriquées, mais les quantités furent insuffisantes pour ravitailler le million d'hommes qui combattait à l'époque...
Le problème d'encrassement sera corrigé en 1874 par l'adoption du fusil Gras qui est, en fait, un Chassepot modifié pour le tir d'une cartouche à étui métallique (laiton) de type moderne.
Cette munition, ancêtre direct de la cartouche métallique de 11 mm Gras, a les données techniques suivantes :
- charge (poudre noire) : 5,6 grammes
- masse totale de la munition : 32 grammes
- vitesse initiale : 405 mètres par seconde
- longueur totale : 68 mm environ

## Dans la culture populaire
Le 9 novembre 1867, après avoir fait six cents morts dans les rangs garibaldiens, le général de Failly a écrit enthousiaste au ministre de la guerre Adolphe Niel: «Nos fusils Chassepot ont fait merveille !».
Le sabre-baïonnette Chassepot restera en service jusqu’après la guerre de 14-18, porté par les fonctionnaires des forces de l'ordre (gendarmerie, police municipale, gardes champêtres)
Le Chassepot est cité dans plusieurs chansons communardes :
- La Semaine sanglante (Jean-Baptiste Clément) : « Des Chassepots et des tambours »
- Elle n'est pas morte (Eugène Pottier) : « On l'a tuée à coups d'Chassepots, À coups de mitrailleuses »
- Jean Misère (Eugène Pottier) : « Bonnets carrés et Chassepots ne se mettent jamais en grève »
- Le Capitaine « Au mur » (Jean-Baptiste Clément): « Car j'en ai fait de la besogne, avec mon Chassepot »

Il est également cité à plusieurs reprises dans le roman d'Émile Zola, La Débâcle, dans le roman de Jean Carrière, L'Épervier de Maheux, prix Goncourt 1972, à plusieurs reprises dans les Contes du lundi (1873) d'Alphonse Daudet, notamment dans les nouvelles évoquant la guerre de 1870, ainsi que dans L'insurgé de Jules Vallès, à propos des mêmes événements et de la Commune de Paris.
Il est présent aussi dans l'un des textes de Jean Richepin dans le livre Les Morts bizarres qui porte d'ailleurs le titre suivant : « Le Chassepot du petit Jésus ».